# Oglasa fulviceps
Oglasa fulviceps là một loài bướm đêm trong họ Noctuidae.